# Близнаци (съзвездие)
Вижте пояснителната страница за други значения на Близнаци.
Близнаци (на латински: Gemini) е съзвездие, видимо в Северното полукълбо през зимата и пролетта. То се вижда от географски ширини между 90° северна и 60° южна, най-добре през нощите от декември до май. Близнаци е част от зодиака и има астрологичен знак , който се образува от няколко звезди под права линия. Слънцето се намира в Близнаци от 20 юни до 20 юли.

## Състав и разположение
Името на съзвездието идва от неразделните братя близнаци Кастор и Полидевк от древногръцката митология, преминали в римската митология като Кастор и Полукс, на които са кръстени двете най-ярки звезди в съзвездието: Полукс (β) и Кастор (α), със звездна величина (блясък) съответно 1,16m и 1,59m, които са видими близко една до друга. Останалите по-ярки звезди образуват две редици, като от всяка се отделят малки разклонения от по-слаби звезди. Но в геометричната фигура на съзвездието Близнаци не може да се види картината, която се рисува в старинните звездни карти и атласи – прегърнати двама братя-близнаци. Звездата Полукс е в гушата на единия, а Кастор – в устата на другия.
Част от съзвездието е в Млечния път. Видимите звезди от Близнаци с просто око в ясна и безлунна нощ са около 70, от които 14 са по-ярки от трета звездна величина (< 3m). Първите 17 звезди по яркост са следните:
1. α (Aлфа Близнаци, Кастор: # 1) – множествена система (AS), на разстояние 52 светлинни години. С помощта на малък телескоп могат да се видят три звезди. Кастор е променлива двойна звезда. Главната звезда от нея е от 2m звездна величина, а на ъглово разстояние 2" от нея е спътникът от приблизително 3m звездна величина. Към тази двойна звездна система принадлежи и променливата звезда YY. Трите компоненти са спектрално двойни, от което следва, че Кастор е една шесторна система.
2. β (Бета Близнаци, Полукс: # 2) – оранжев гигант (KO), на разстояние 34 светлинни години. Най-ярката звезда в съзвездието, 17-ата по яркост звезда в небето и най-близката звезда-гигант до Слънцето. Яркостта ѝ е около 32 пъти по-силна от слънчевата, а по температурата ѝ (4500 К) се определя и нейният диаметър – 11 пъти по-голям от слънчевия, което я прави най-малкият от известните хладни гиганти. Полукс излъчва рентгеново лъчение и изглежда има гореща корона от магнитното си излъчване, подобна на короната на нашето Слънце.[5]
3. γ (Гама Близнаци, Aлгена – левият крак на Полукс: # 3) – бяло-син субгигант (AO), зв.в. 1,9m, разстояние – 105 светлинни години.
4. δ (Делта Близнаци, Васат – талията на Полукс: # 8) – двойка бяла звезда (зв.в. 3,5m) и оранжева звезда-джудже (зв.в. 8,2m) на разстояние 59 светлинни години. Видими с достатъчно силен телескоп.
5. ε (Епсилон Близнаци, Mебсута – талията на Кастор: # 5) – двойна звезда, главната – жълт свръхгигант (Г-8) със зв.в. 3,1m на разстояние 900 светлинни години, оптичният ѝ спътник е със зв.в. 9,6m и се вижда с добър бинокъл или малък телескоп.
6. ζ (Зета Близнаци, Мекбуда – лявата тазобедрена става на Полукс: # 13) – двойна променлива звезда, основната звезда е цефеида (F7-G3) с период от 10,15 дни, жълт свръхгигант (220 хил. пъти по-голяма от Слънцето) на разстояние 1200 светлинни години. Звездната ѝ величина се изменя от 4,2m до 3,6m с период, близък до 10 денонощия. Периодът ѝ не е строго постоянен, а е подложен на известни изменения. За любителите-астрономи тази звезда е удобен и интересен обект за изследване.
7. η (Ета Близнаци, Пропус, Препес, Тейат Приор: # 6) – спектрално двойна звезда, същевременно и затъмнително-променлива звезда с период 2984 денонощия. Разстояние – 380 св. години. Основната звезда (червен гигант) е полуправилно променлива, звездната ѝ величина се изменя в границите от 3,9m до 3,1m с период 233 дни. Втората звезда има зв.в. 6m. За любителите-астрономи Ета Близнаци е достъпна за наблюдение с просто око и те могат да внесат уточняване в нейните особености въз основа на продължителни системни наблюдения.
8. θ (Tета Близнаци, лявата ръка на Кастор: # 11).
9. ι (Йота Близнаци, двойна звезда: # 12).
10. κ (Kapa Близнаци, дясната ръка на Полукс: # 9) – двойка звезди на разстояние 143 св. години. Основната звезда е жълт гигант със зв.в. 3,6m, а втората 8m.
11. λ (Ламбда Близнаци, дясното бедро на Полукс: # 10), {3,58}.
12. μ (Мю Близнаци, Tейат (Постериор), левия крак на Кастор: # 4).
13. ν (Нови Близнаци, десния крак на Кастор: # 15) – двойна звезда, основната е син гигант със зв.в. 4,1m на разстояние 550 св. години, а втората има зв.в. 8m.
14. ξ (Кси Близнаци, Алзир, десния крак на Полукс: # 7).
15. τ (Тау Близнаци, сърцето на Кастор: # 17).
16. υ (Епсилон Близнаци, сърцето на Полукс: # 14).
17. 1 (1 Близнаци, Пропус: # 16) – тройна система, която се състои от жълти и червени гиганти, на разстояние 350 светлинни години. Основната звезда е червен гигант с маса почти два пъти по-голяма от масата на Слънцето. Една от звездите е променлива. С телескоп могат да се видят две звезди.

## Други обекти
Близнаци има следните звездни системи (мъглявини и звездни купове (клъстери)):
- M35 – Oтворен клъстер, на разстояние около 2800 светлинни години. Намира се в близост до η от Близнаци. Представлява разсеян звезден куп и ако се използва телескоп с голямо увеличение, може да се види и сферичният звезден куп NGC 2158 в близост до него. Открит е от италианския астроном Жан-Филип Лоа дьо Шезо през 1745 г.
- Мъглявина „Ескимос“ (NGC 2392) – мъглявина на разстояние 3000 светлинни години.
- Мъглявина „Джелифиш“(IC443) – мъглявина на разстояние 5000 светлинни години.
- Има и слаби останки от супернова, видими с помощта на мощни инструменти.

В съзвездието Близнаци близо до звездата Кастор е радиантът на метеорния поток Геминиди, който се наблюдава от 5 до 17 декември. Най-интензивен е между 11 и 15 декември. От 11 до 13 декември за един час могат да се видят около 60 метеора. Максимумът на метеорния поток е на вечерта на 14 срещу 15 декември, когато могат да се наблюдават около 110 метеора на час. Геминиди е най-активният поток на зимното северно небе и за него е характерно, че могат да бъдат регистрирани болиди.
До 1989 г. в съзвездието Близнаци се е намирала точката на Лятното слънцестоене. Вследствие на прецесията на земната ос, на която се дължи и „стареенето“ на звездните карти, сега тя е в съзвездието Телец и след приблизително 26 000 години ще бъде отново в Близнаци.